# Сенченко Марія Олександрівна
Марія Олександрівна Сенченко (нар. 12 жовтня 1945, село Підлипне, тепер Конотопського району Сумської області) — українська радянська діячка, ланкова радгоспу «Червоний Жовтень» Конотопського району Сумської області. Депутат Верховної Ради УРСР 9-го скликання.

## Біографія
Освіта середня спеціальна.
З 1965 р. — бригадир овочівницької бригади, агроном-овочівник, ланкова радгоспу «Червоний Жовтень» села Підлипне Конотопського району Сумської області.
Потім — на пенсії у селі Калинівка Конотопського району Сумської області.

## Нагороди
- ордени
- медалі